# Lijst van beelden in Putten
Dit is een (onvolledige) chronologische lijst van beelden in Putten. Onder een beeld wordt hier verstaan elk driedimensionaal kunstwerk in de openbare ruimte van de Nederlandse gemeente Putten, waarbij beeld wordt gebruikt als verzamelbegrip voor sculpturen, standbeelden, installaties, gedenktekens en overige beeldhouwwerken.
| Geplaatst | Omschrijving                 | Kunstenaar      | Straat                         | Plaats | Materiaal   | Afbeelding |
| --------- | ---------------------------- | --------------- | ------------------------------ | ------ | ----------- | ---------- |
| 1947      | Oorlogsmonument              | G.A. Adriaans   | Bij de oude kerk               | Putten | natuursteen |            |
| 1949      | Oorlogsmonument              | Mari Andriessen | Herdenkingshof (Dorpsstraat)   | Putten | kalksteen   |            |
| 1997      | Meisje dat dwarsfluit speelt | Siem Wardenaar  | Achterstraat/ Dorpsstraat      | Putten | brons       |            |
| 1997      | De barmhartige Samaritaan    | Frank Letterie  | Dorpsstraat/Kerkstraat         | Putten | brons       |            |
| 2000      | Kringloop                    | Irma Horstman   | Brinkstraat/Dorpsstraat        | Putten | brons       |            |
|           | Herten (rotondebeeld)        |                 | Dorpsstraat/Poststraat/Postweg | Putten | cortenstaal |            |